# هانوفر (مینه‌سوتا)
هانوفر، مینه‌سوتا (به انگلیسی: Hanover, Minnesota) یک شهر در ایالات متحده آمریکا است که در مینه‌سوتا واقع شده‌است.

## خصوصیات
هانوفر ۱۴٫۴۸ کیلومترمربع مساحت و ۲٬۹۳۸ نفر جمعیت دارد و ۲۸۱ متر بالاتر از سطح دریا واقع شده‌است.